# Liste der Monuments historiques in Pouldreuzic
Die Liste der Monuments historiques in Pouldreuzic führt die Monuments historiques in der französischen Gemeinde Pouldreuzic auf.

## Liste der Bauwerke
| Bezeichnung                   | Beschreibung | Standort | Kennzeichnung | Schutzstatus | Datum | Bild           |
| ----------------------------- | ------------ | -------- | ------------- | ------------ | ----- | -------------- |
| Kapelle Notre-Dame in Penhors |              | (Lage)   | PA00090311    | Classé       | 1963  | weitere Bilder |
| Kirche St-Faron               |              | (Lage)   | PA00090310    | Inscrit      | 1926  | weitere Bilder |

## Liste der Objekte
- Monuments historiques (Objekte) in Pouldreuzic in der Base Palissy des französischen Kultusministerium